# District de Kitamatsuura
Kitamatsuura (北松浦郡, Kitamatsuura-gun) est un district (郡, gun) de la préfecture de Nagasaki. Couvrant 57,76 km², il englobe deux bourgs : Ojika et Saza.
En 2011, le district comptait 16 270 habitants pour une densité de 282 habitants par km².